# ハタノヴァンクール
ハタノヴァンクールは日本の競走馬・種牡馬。おもな勝ち鞍に2012年のジャパンダートダービー、2013年の川崎記念、ブリーダーズゴールドカップ。名前の由来は冠名＋「勝利者」。

## 戦績
- 特記事項なき場合、本節の出典はJBISサーチ[4]

2011年11月20日、京都競馬場での2歳新馬戦でデビューし、13着。2戦目で勝ち上がり、ラジオNIKKEI杯2歳ステークス15着を経て3歳初戦の500万下条件戦で2勝目を挙げる。4月中山競馬場の伏竜ステークスで3勝目を挙げ、続く端午ステークスも勝ってオープン特別を2連勝。7月11日の大井のジャパンダートダービーでは、先行したトリップを差し切って1馬身差おさえ、重賞初制覇をGI競走で果たした。秋以降は古馬と対戦し、みやこステークス10着、ジャパンカップダート8着と2戦振るわなかったものの、東京大賞典ではローマンレジェンドの2着と巻き返した。
4歳となった2013年、初戦の川崎記念は1番人気のワンダーアキュートの追撃を封じてGI2勝目を果たした。その後もJRAのダート重賞、ダートグレード競走を転戦し、ダイオライト記念2着、平安ステークス5着、帝王賞4着としたあと8月門別競馬場でのブリーダーズゴールドカップは3連覇がかかっていたシビルウォーを2馬身半差下して重賞3勝目を挙げた。秋に入って白山大賞典2着を経て出走のJBCクラシックはホッコータルマエの11着に終わり、入線後に騎乗していた四位洋文が下馬。その後の診断で左前脚浅屈腱炎を発症していたことが明らかになり、11月9日付で競走馬登録を抹消された。

## 競走成績
以下の内容は、JBISサーチ、netkeiba.com、地方競馬全国協会に基づく。
| 競走日     | 競馬場 | 競走名                 | 格     | 距離（馬場）  | 頭 数 | 枠 番 | 馬 番 | オッズ （人気） | 着順 | タイム （上り3F） | 着差 | 騎手     | 斤量 [kg] | 1着馬（2着馬）         |
| ---------- | ------ | ---------------------- | ------ | ------------- | ----- | ----- | ----- | --------------- | ---- | ----------------- | ---- | -------- | --------- | ---------------------- |
| 2011.11.20 | 京都   | 2歳新馬                |        | 芝1800m（重） | 18    | 2     | 4     | 009.4（03人）   | 13着 | 1:53.5 (37.0)     | -2.3 | 四位洋文 | 55        | サンライズマヌー       |
| 0000.12.03 | 阪神   | 2歳未勝利              |        | ダ1800m（良） | 16    | 3     | 6     | 004.0（02人）   | 01着 | 1:55.3 (38.4)     | -0.7 | 四位洋文 | 54        | （ブリスコーラ）       |
| 0000.12.24 | 阪神   | ラジオNIKKEI杯2歳S     | GIII   | 芝2000m（良） | 16    | 3     | 5     | 230.4（14人）   | 15着 | 2:05.2 (37.8)     | -2.8 | 四位洋文 | 55        | アダムスピーク         |
| 2012.01.08 | 京都   | 3歳500万下             |        | ダ1800m（良） | 16    | 2     | 4     | 005.4（03人）   | 01着 | 1:53.7 (38.3)     | -0.2 | 四位洋文 | 56        | （スタンドバイミー）   |
| 0000.04.01 | 中山   | 伏竜S                  | OP     | ダ1800m（良） | 13    | 7     | 10    | 006.7（03人）   | 01着 | 1:53.5 (36.8)     | -0.2 | 四位洋文 | 55        | （キングブレイク）     |
| 0000.04.29 | 京都   | 端午S                  | OP     | ダ1800m（良） | 14    | 6     | 10    | 002.0（01人）   | 01着 | 1:50.9 (36.1)     | -0.0 | 四位洋文 | 57        | （グッドマイスター）   |
| 0000.07.11 | 大井   | ジャパンダートダービー | JpnI   | ダ2000m（良） | 11    | 8     | 11    | 002.9（01人）   | 01着 | 2:05.3 (36.0)     | -0.2 | 四位洋文 | 56        | （トリップ）           |
| 0000.11.04 | 京都   | みやこS                | GIII   | ダ1800m（良） | 16    | 7     | 14    | 005.6（02人）   | 10着 | 1:51.1 (37.7)     | -1.5 | 四位洋文 | 57        | ローマンレジェンド     |
| 0000.12.02 | 阪神   | ジャパンCダート        | GI     | ダ1800m（良） | 16    | 1     | 1     | 026.4（08人）   | 08着 | 1:50.2 (36.6)     | -1.4 | 四位洋文 | 56        | ニホンピロアワーズ     |
| 0000.12.29 | 大井   | 東京大賞典             | GI     | ダ2000m（重） | 12    | 4     | 4     | 007.9（03人）   | 02着 | 2:06.0 (38.7)     | -0.1 | 内田博幸 | 55        | ローマンレジェンド     |
| 2013.01.30 | 川崎   | 川崎記念               | JpnI   | ダ2100m（稍） | 11    | 3     | 3     | 002.9（02人）   | 01着 | 2:15.4 (37.2)     | -0.1 | 四位洋文 | 56        | （ワンダーアキュート） |
| 0000.3.13  | 船橋   | ダイオライト記念       | JpnII  | ダ2400m（良） | 14    | 7     | 11    | 001.2（01人）   | 02着 | 2:35.2 (37.4)     | -0.1 | 四位洋文 | 55        | オースミイチバン       |
| 0000.5.18  | 京都   | 平安S                  | GIII   | ダ1900m（良） | 16    | 3     | 5     | 007.9（03人）   | 05着 | 1:57.6 (36.9)     | -0.7 | 四位洋文 | 59        | ニホンピロアワーズ     |
| 0000.6.26  | 大井   | 帝王賞                 | JpnI   | ダ2000m（不） | 12    | 2     | 2     | 009.2（05人）   | 04着 | 2:04.0 (37.4)     | -1.0 | 四位洋文 | 57        | ホッコータルマエ       |
| 0000.8.15  | 門別   | ブリーダーズゴールドC  | JpnII  | ダ2000m（良） | 8     | 2     | 2     | 002.1（02人）   | 01着 | 2:04.9 (37.1)     | -0.5 | 四位洋文 | 58        | （シビルウォー）       |
| 0000.10.8  | 金沢   | 白山大賞典             | JpnIII | ダ2100m（良） | 12    | 8     | 11    | 002.9（02人）   | 02着 | 2:13.7 (37.8)     | -0.1 | 四位洋文 | 60        | エーシンモアオバー     |
| 0000.11.4  | 金沢   | JBCクラシック          | JpnI   | ダ2100m（不） | 12    | 7     | 9     | 007.0（04人）   | 11着 | 2:19.8 (43.2)     | -7.2 | 四位洋文 | 57        | ホッコータルマエ       |

## 引退後
引退後は種牡馬入りが発表され、一旦はアロースタッドに入厩するも脚元の状態が良くなく一旦退厩し、馬体の立て直しのため生まれ故郷のグッドラックファームで2年ほど静養したのち、2015年12月に再度アロースタッドに入厩して2016年から種牡馬として供用されている。

### 主な産駒
- 2020年産
  - スティールグレイス（フローラルカップ、リリーカップ）[16]

## 血統表
| ハタノヴァンクールの血統      | ハタノヴァンクールの血統                                                               | ハタノヴァンクールの血統                                                               | （血統表の出典）                                                                       | （血統表の出典）  |
| 父系                          | ミスタープロスペクター系                                                               | ミスタープロスペクター系                                                               | ミスタープロスペクター系                                                               | [ § 2 ]           |
| 父 キングカメハメハ 2001 鹿毛 | 父の父Kingmambo 1990 鹿毛                                                              | Mr.Prospector                                                                          | Raise a Native                                                                         | Raise a Native    |
| 父 キングカメハメハ 2001 鹿毛 | 父の父Kingmambo 1990 鹿毛                                                              | Mr.Prospector                                                                          | Gold Digger                                                                            |                   |
| 父 キングカメハメハ 2001 鹿毛 | 父の父Kingmambo 1990 鹿毛                                                              | Miesque                                                                                | Nureyev                                                                                | Nureyev           |
| 父 キングカメハメハ 2001 鹿毛 | 父の父Kingmambo 1990 鹿毛                                                              | Miesque                                                                                | Pasadoble                                                                              |                   |
| 父 キングカメハメハ 2001 鹿毛 | 父の母*マンファス Manfath 1991 黒鹿毛                                                  | *ラストタイクーン Last Tycoon                                                          | *トライマイベスト                                                                      | *トライマイベスト |
| 父 キングカメハメハ 2001 鹿毛 | 父の母*マンファス Manfath 1991 黒鹿毛                                                  | *ラストタイクーン Last Tycoon                                                          | Mill Princess                                                                          |                   |
| 父 キングカメハメハ 2001 鹿毛 | 父の母*マンファス Manfath 1991 黒鹿毛                                                  | Pilot Bird                                                                             | Blakeney                                                                               | Blakeney          |
| 父 キングカメハメハ 2001 鹿毛 | 父の母*マンファス Manfath 1991 黒鹿毛                                                  | Pilot Bird                                                                             | The Dancer                                                                             |                   |
| 母 ハタノプリエ 1997 栗毛     | 母の父*ブライアンズタイム Brian's Time 1985 黒鹿毛                                     | Roberto                                                                                | Hail to Reason                                                                         | Hail to Reason    |
| 母 ハタノプリエ 1997 栗毛     | 母の父*ブライアンズタイム Brian's Time 1985 黒鹿毛                                     | Roberto                                                                                | Bramalea                                                                               |                   |
| 母 ハタノプリエ 1997 栗毛     | 母の父*ブライアンズタイム Brian's Time 1985 黒鹿毛                                     | Kelley's Day                                                                           | Graustark                                                                              | Graustark         |
| 母 ハタノプリエ 1997 栗毛     | 母の父*ブライアンズタイム Brian's Time 1985 黒鹿毛                                     | Kelley's Day                                                                           | Golden Trail                                                                           |                   |
| 母 ハタノプリエ 1997 栗毛     | 母の母ハヤベニコマチ 1992 栗毛                                                         | *サンデーサイレンス                                                                    | Halo                                                                                   | Halo              |
| 母 ハタノプリエ 1997 栗毛     | 母の母ハヤベニコマチ 1992 栗毛                                                         | *サンデーサイレンス                                                                    | Wishing Well                                                                           |                   |
| 母 ハタノプリエ 1997 栗毛     | 母の母ハヤベニコマチ 1992 栗毛                                                         | ターンツーダイナ                                                                       | *ノーザンテースト                                                                      | *ノーザンテースト |
| 母 ハタノプリエ 1997 栗毛     | 母の母ハヤベニコマチ 1992 栗毛                                                         | ターンツーダイナ                                                                       | *ナイスランディング                                                                    |                   |
| 母系(F-No.)                   | ナイスランデイング(USA)系(FN:1-w)                                                      | ナイスランデイング(USA)系(FN:1-w)                                                      | ナイスランデイング(USA)系(FN:1-w)                                                      | [ § 3 ]           |
| 5代内の近親交配               | Northern Dancer 5 x 5 x 5 = 9.38%、Hail to Reason 4 x 5 = 9.38% 、Nashua 5 x 5 = 6.25% | Northern Dancer 5 x 5 x 5 = 9.38%、Hail to Reason 4 x 5 = 9.38% 、Nashua 5 x 5 = 6.25% | Northern Dancer 5 x 5 x 5 = 9.38%、Hail to Reason 4 x 5 = 9.38% 、Nashua 5 x 5 = 6.25% | [ § 4 ]           |
| 出典                          | 1. 2. 3. 4.                                                                            | 1. 2. 3. 4.                                                                            | 1. 2. 3. 4.                                                                            | 1. 2. 3. 4.       |

- 近親にジャガーメイル（天皇賞（春））、マイネルレーニア（京王杯2歳ステークス、スワンステークス）など[5][18][19]。